# Purpurkehl-Antillenkolibri
Der Purpurkehl-Antillenkolibri (Eulampis jugularis), auch Purpurkehlkolibri und Granatkolibri genannt, ist eine Vogelart aus der Familie der Kolibris (Trochilidae). Sein Verbreitungsgebiet umfasst Teile der Kleinen Antillen. Der Bestand wird von der IUCN als „nicht gefährdet“ (least concern) eingeschätzt.

## Merkmale
Der Purpurkehl-Antillenkolibri erreicht eine Körperlänge von etwa 9 bis 12 cm bei einem Gewicht der Männchen von 9 bis 12 g und der Weibchen von 7 bis 10 g. Der schwarze, leicht gebogene Schnabel des Männchens ist relativ kurz. Es ist ein kräftiger, dunkler, samtfarbener Kolibri. Der Wangenbereich, die Kehle und die Brust sind feurig violettrot. Der Unterschwanz und die Oberschwanzdecken glänzen metallisch grünblau. Die Flügel leuchten goldgrün. Weibchen ähneln den Männchen, haben aber einen längeren und gebogeneren Schnabel. Bei immaturen Purpurkehlkolibris sind die Kehle und die Brust orange mit roten Flecken.

## Verhalten und Ernährung
Ihren Nektar beziehen die Vögel an einheimischen Pflanzen wie Kordien oder der zur Familie Clusiaceae gehörenden Gattung Clusia sowie von eingeführten Bäumen  wie Afrikanischer Tulpenbaum, der zu den Johannisbrotgewächsen gehörenden Gattung Delonix oder Caesalpinien. Purpurkehlkolibris sammeln von den mittleren Straten in Höhen zwischen zwei und drei Metern bis hinauf in die Baumwipfel. Gelegentlich fliegen sie die Blüten von Heliconia caribea  und Bananen an. Außerdem jagen sie im Flug Insekten, doch kommt es deutlich öfter vor, dass sie Gliederfüßer von Blättern oder aus Spinnennetzen picken. Die Männchen halten sich ein ganzjähriges Futterrevier mit vielen Blüten. Die Weibchen zeigen dieses territoriale Verhalten nur außerhalb der Brutzeit.

## Lautäußerungen
Der Gesang beinhaltet ein lautstarkes tsip und ein scharfes tschep, das der Purpurkehlkolibri schnell wiederholt, wenn er beunruhigt ist.

## Verbreitung und Lebensraum

Verbreitungsgebiet des Purpurkehl-Antillenkolibris

Purpurkehlkolibris leben in den Baumkronen an Waldrändern von Sekundär- und Primärwäldern in Höhenlagen zwischen 800 und 1200 Metern.

## Fortpflanzung
Die Brutsaison dauert von Februar bis Mai, gelegentlich auch von Januar bis September. Das robuste, kelchartige Nest legen Purpurkehl-Antillenkolibris in vertikalen Ästen in Bäumen in drei bis fünf Metern über dem Boden an. Es wirkt im Vergleich zur Größe der Vögel relativ klein. Beim Bau nutzen sie weiche Pflanzenfasern und Spinnweben. Gelegentlich tarnen sie die Nester mit Baumrindenstreifen, Moos und Flechten, Material das sie an der Außenwand des Nests anbringen. Das Gelege besteht aus zwei Eiern und wird vom Weibchen ausgebrütet. Ein Ei hat eine Größe von 15 bis 16,2 mal 10,4 bis 10,6 mm. Die Brutzeit variiert zwischen 17 und 19 Tagen. Die Küken sind dunkel. Mit etwa 17 bis 20 Tagen werden die Nestlinge flügge, doch halten sich die Jungtiere noch ca. 2 bis 3 Wochen bei der Mutter auf. Das Weibchen ist rund ums Nest extrem territorial und attackiert selbst größere Arten, wenn sie sich bis ca. 10 Meter dem Nest nähern.

## Migration
Auf einigen Inseln wie St. Lucia und St. Vincent kommen einzelne Purpurkehl-Antillenkolibris Ende Mai in Höhenlagen um den Meeresspiegel vor. Auf Barbuda, La Désirade, Îles des Saintes und Bequia sieht man sie eher nur zufällig. Wenige Berichte gibt es von Grenada und Barbados. Ganz selten sieht man sie auch als Irrgast auf den Großen Antillen.

## Unterarten
Die Art gilt als monotypisch.

## Etymologie und Forschungsgeschichte
Ursprünglich beschrieb Carl von Linné den Purpurkehl-Antillenkolibri unter dem Namen Trochilus jugularis. Als Sammelort gab er irrtümlich Cayenne und Suriname an. Im Jahr 1831 führte Friedrich Boie den neuen Gattungsnamen Eulampis ein. Dieser Name setzt sich aus den griechischen Wörtern εὖ eu für „gut, schön“ und λαμπάς – λαμπετάω lámpas – lampetáō für „Licht, Sonne – leuchten“ zusammen. Jugularis leitet sich vom lateinischen iugulum für „Kehle“ ab.